# Луций Яволен Приск
Луций Яволен Приск (на латински: Gaius Octavius Tidius Tossianus Lucius Iavolenus Priscus) e политик, сенатор и юрист на Римската империя през 1 век.
Яволен е директор на юридическото училище на Сабинианците.
Той първо е легат на IIII Щастлив Флавиев легион в Далмация; след това през 83 г. е легат на III Августов легион в Нумидия. През 84/86 г. е iuridicus (председател на съда) в провинция Британия. През септември/декември 86 г. Яволен е суфектконсул заедно с Авъл Буций Лапий Максим. След това той е легат на провинциите Горна Германия (89/90 – 91/92), Сирия (98/99 – 99/100) и Африка (101 г.).
Яволен е в консилиума на Траян и Адриан. Написал е много книги, особено ценени са неговите 14 книги libri epistularum с юридически анализи.